# Ndzimu
Die Ndzimu (auch Nzime) sind eine Volksgruppe, die in der Südostkameruner Regenwaldzone leben. Es gibt weniger als 30.000 (2000) Ndzimu im Kamerun.
Die Nzime leben entlang der Straße, die südlich von Abong-Mbang anfängt, durch Mindourou und Lomié geht, und sich nach Zoulabot und Zwadiba gabelt. Ihr Territorium liegt südlich der Badwe'e in Djaposten, östlich der Koo, nördlich der Njyem, und westlich der Kunabembe-Völker – all diese Völker sind kulturell verwandt. Die Ndzimu sprechen den Nzime-Dialekt des Koonzime ("OZM"), eine der  Makaa–Njyem-Bantusprachen.
Inzwischen sind viele Nzime Christen, nur noch wenige bekennen sich zu ihrer eigenen traditionellen zentralafrikanischen Religion.